# Аратинга синьолобий
Арати́нга синьолобий (Thectocercus acuticaudatus) — вид папугоподібних птахів родини папугових (Psittacidae). Мешкає в Південній Америці. Це єдиний представник монотипового роду Синьолобий аратинга (Thectocercus). Раніше цей вид відносили до роду Аратинга (Aratinga), однак за результатами молекулярно-філогенетичного дослідження, яке показало поліфілітичність цього роду, він був переведений до відновленого роду Thectocercus.

## Опис

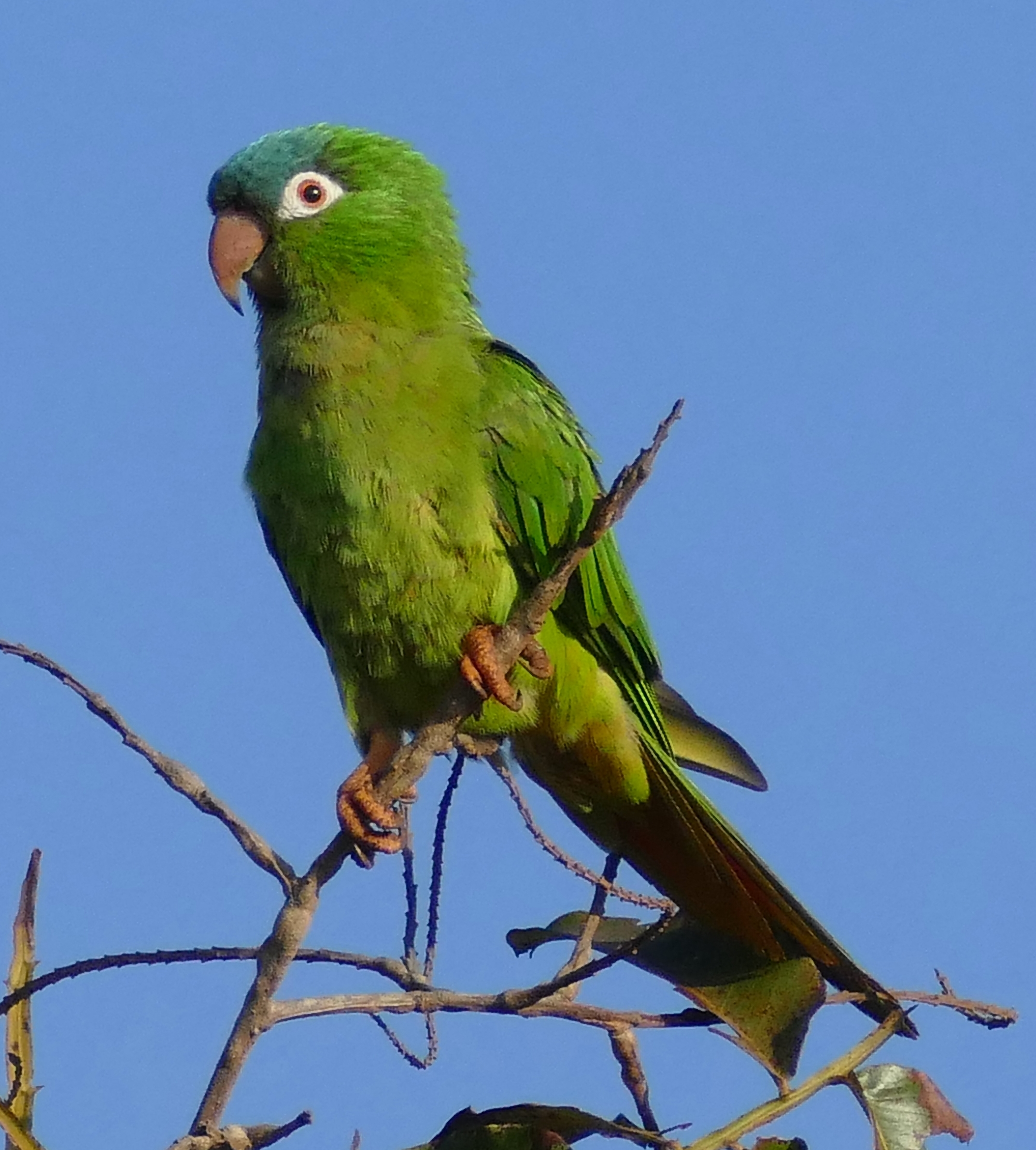
Синьолобий аратинга

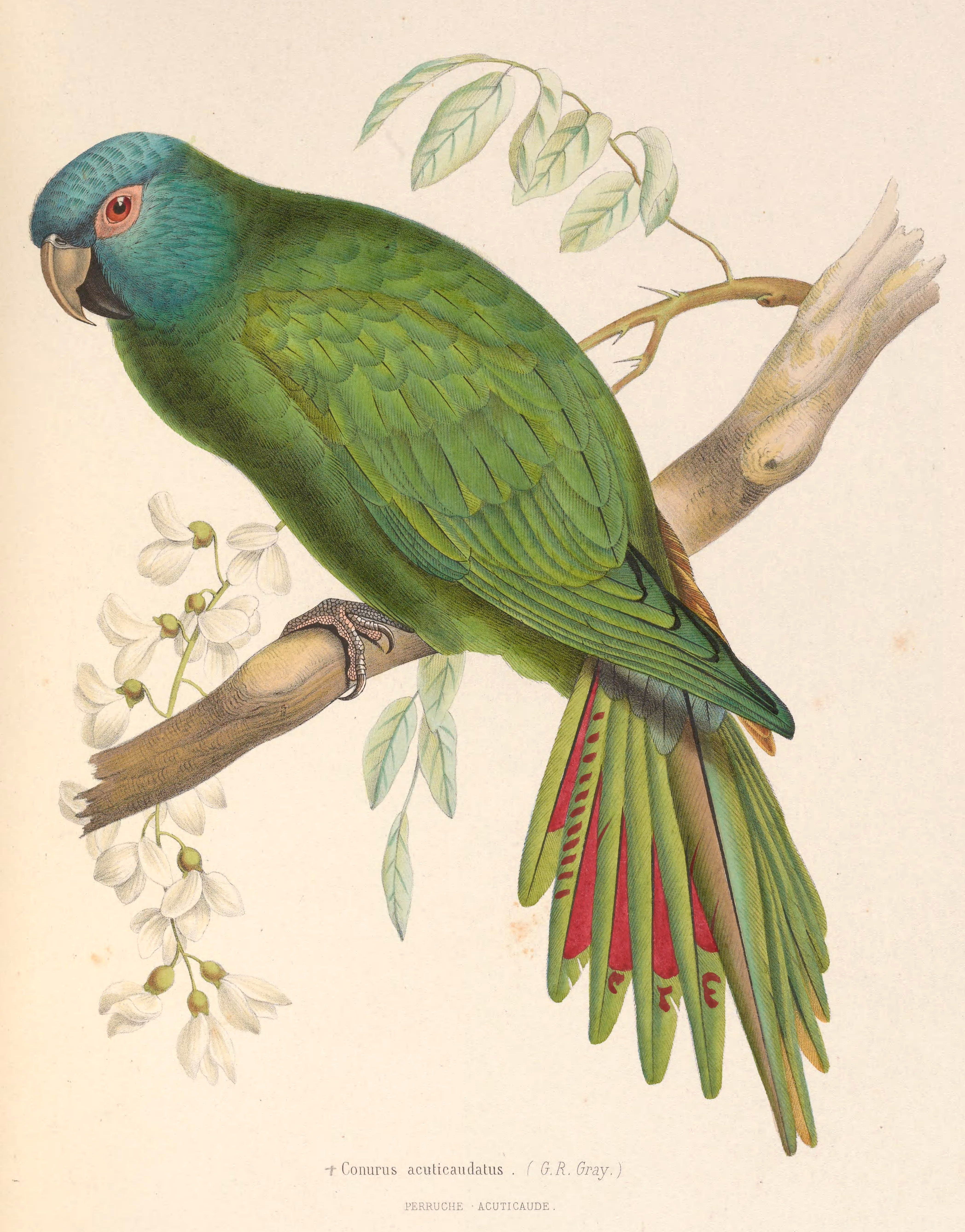
Синьолобий аратинга

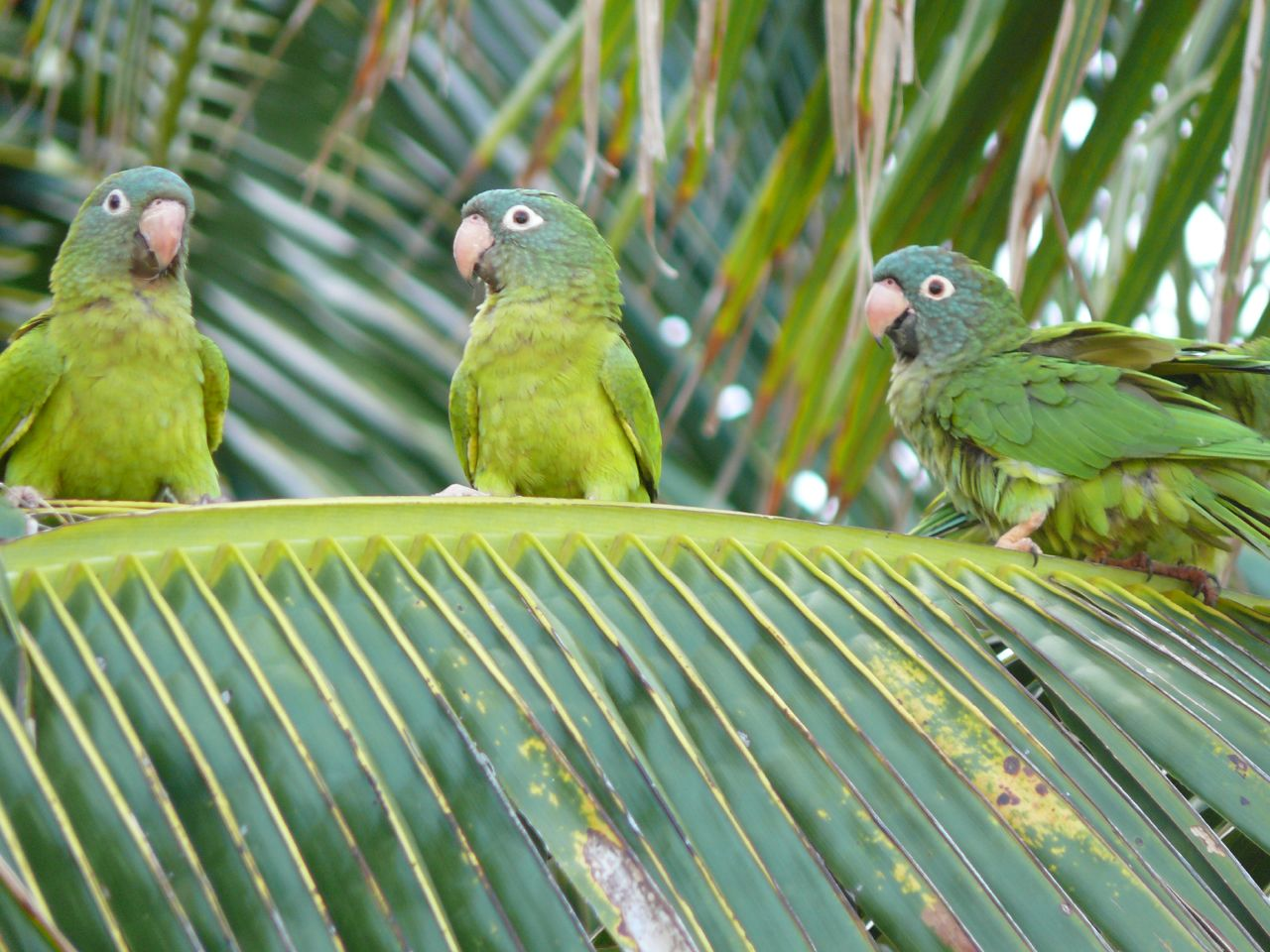
Синьолобі аратинги

Довжина птаха становить 33-38 см, вага 140-190 г. Забарвлення переважно зелене, лоб, тім'я, щоки і скроні мають тьмяно-синій відтінок, особливо виражений у номінативного підвиду. Навколо очей кільця голої білої шкіри, у представників підвиду T. a. neumanni вони яскраво-оранжеві. Груди зелені або жовто-зелені, іноді з синюватим відтінком. Крила зелені, крайні махові пера синьо-коричневі, помітні в польоті. Стернові пера зверху зелені, знизу темно-бордові або рудувато-коричневі, при потраплянні на них сонячних променів вони стають яскраво-оранжевими або червоними. Лапи рожево-коричневі, кігті сіро-коричневі. У представників підвидів T. a. acuticaudatus і T. a. neumanni дзьоб зверху роговий, знизу чорнувато-сірий, у представників решти підвидів дзьоб знизу роговий. У молодих птахів нижня частина дзьоб рогова.

## Підвиди
Виділяють п'ять підвидів:
- T. a. koenigi (Arndt, 1995) — північно-східна Колумбія і північна Венесуела;
- T. a. neoxenus (Cory, 1909) — острів Маргарита;
- T. a. haemorrhous (Spix, 1824) — внутрішні райони північно-схіної Бразилії;
- T. a. neumanni (Blake & Traylor, 1947) — високогір'я Болівійських Анд;
- T. a. acuticaudatus (Vieillot, 1818) — від східної Болівії і південної Бразилії до центральної Аргентини (на південь до Ріо-Негро) і крайнього заходу Уругваю.

## Поширення і екологія
Синьолобі аратинги мешкають в Колумбії, Венесуелі, Бразилії, Болівії, Аргентині, Парагваї, трапляються на крайньому заході Уругваю. Представники підвиду T. a. acuticaudatus були інтродуковані до Флориди та південної Каліфорнії. Синьолобі аратинги живуть в сухих саванах серрадо і льянос, сухих і галерейних лісах, в сухих чагарникових і катусових заростях каатинга і чако та в пальмових гаях Mauritia. В Колумбії і Венесуелі вони зустрічаються на висоті до 400 і 600 м над рівнем моря відповідно, в Болівійських Андах на висоті від 1500 до 2650 м над рівнем моря. Синьолобі аратинги ведуть кочовий спосіб життя, іноді утворюють великі зграї. Живляться насінням, плодам, ягодами і горіхами. Сезон розмноження у Венесуелі триває з березня по липень, на острові Маргарита з травня по серпень, в Аргентині у грудні. Синьолобі аратинги гніздяться в дуплах дерев, представники підвиду T. a. neoxenus віддають перевагу дуплам Avicennia germinans. В кладці від 2 до 5 білих яєць, інкубаційний перод триває 23 дні, насиджує самиця. Пташенята покидають гніздо через 50 днів після вилуплення. Синьолобі аратинги живуть 30-40 років.